# 島津忠廉
島津 忠廉（しまづ ただかど）は、室町時代中期の薩摩国の武将。島津豊州家第2代当主。島津季久の長男。
長禄3年（1453年）、父季久とともに蒲生氏の居城・蒲生城を攻撃し、蒲生の地を支配下に置く。文明5年（1473年）、伊作家の島津久逸が反乱を起こすと、当初は中立を保っていたが、突如として島津宗家11代当主の島津忠昌に叛旗を翻す。しかし薩州家の島津国久や肥後国の相良為続の説得により兵を収め、久逸が鹿児島へ攻め寄せると忠昌に従い、久逸の軍勢を撃退した。
文明18年（1486年）、忠昌の命で新納氏・伊作家に替わってそれぞれの本拠であった飫肥城・櫛間城を与えられる。飫肥城に入ると、伊東氏の侵攻をたびたび阻止している。延徳3年（1491年）、摂津天王寺にて死去した。享年52。宗祇から『古今和歌集』や『伊勢物語』の奥義を伝授されたほか、桂庵玄樹に朱子学を学んだと言われている。